# Félix Gustave Saussier
Félix-Gustave Saussier (ur. 16 stycznia 1828 w Troyes, zm. 19 grudnia 1905 na zamku Thimécourt, Luzarches) – francuski generał i polityk.

## Życiorys
Pochodził z rodziny przemysłowców tekstylnych z Troyes, uczęszczał do École spéciale militaire de Saint-Cyr, którą ukończył w 1850. Jako podporucznik, a następnie porucznik Legii Cudzoziemskiej brał udział w wojnie krymskiej, został ranny oraz odznaczony orderem Legii Honorowej w 1855 przez generałą Canroberta. Walczył i został ranny w Kabylii, następnie brał udział w wojnie francusko austriackiej w bitwie pdo Magentą i Solferino.
Wziął udział we francuskiej interwencji w Meksyku. Został oficerem Legii Honorowej za udział w oblężeniu Oaxaca.
Wrócił z Meksyku w stopniu podpułkownika i opuścił Legię Cudzoziemską. W stopniu pułkownika dowodził 41. pułkiem piechoty stacjonującym w Metzu i w czasie wojny francusko-pruskiej brał udział w obronie Metzu. Dostał się do niewoli, był przetrzymywany w Kolonii a następnie został osadzony jako jeniec wojenny w cytadeli w Grudziądzu. Korzystając ze swobody poruszania się zagwarantowanej odebranym oficerskim słowem honoru, wieczorem 23 grudnia 1870 roku udał się do Grudziądza, oznajmiając strażnikom, że ma spotkanie z lokalnym właścicielem ziemskim. Saussier nie powrócił do twierdzy, przekroczył granicę z Cesarstwem Rosyjskim w Golubiu, po czym dotarł do Warszawy. Przy pomocy francuskiego konsula dotarł przez Austrię i Włochy do Francji. Tam wznowił służbę w Armii Lotaryńskiej i jako generał brygady brał udział w walkach do zakończenia wojny. W stopniu generała dywizji dowodził francuskimi wojskami w czasie powstania w Algierii. W 1884 roku został gubernatorem wojskowym Paryża. Brał udział w reformie armii francuskiej. W 1887 roku był kandydatem konserwatystów w wyborach na Prezydenta Francji (wybory wygrał Sadi Carnot).
W 1894 roku wydał rozkaz rozpoczęcia śledztwa w sprawie Alfreda Dreyfusa.
Zmarł 19 grudnia 1905 na zamku Thimécourt, posiadłości w Luzarches, został pochowany w Troyes.